# Wachauer Künstlerbund
Der Wachauer Künstlerbund war von 1919 bis 1978 eine Künstlervereinigung mit Sitz in Krems an der Donau. 
Der Verein wurde am 19. September 1919 gegründet. Ziel war es ein Forum zu bilden, das gemeinsame Verkaufsausstellungen organisierte. Weiter sollte die „heimatliche Kunstpflege“ gefördert werden, indem „weitere Kreise von Kunstfreunden“ angesprochen und ihnen die „künstlerischen Schönheiten der Wachau“ nähergebracht werden sollten.

## Mitglieder  (Auswahl)
Beitrittsberechtigt waren in der Wachau ansässige, sowie dort geborene Künstler, die „durch ihre Arbeiten mit ihrer engeren Heimat in künstlerischer Fühlung blieben“. Außerordentliche Mitglieder konnten „auswärtige Künstler, welche durch ihr künstlerisches Schaffen zur Verherrlichung der Wachau beigetragen haben“ werden. Mitglieder werden konnten Maler, Architekten, Bildhauer und Kunstgewerbler.
| - Otto Bestereimer (1900–1967) - Franz Vinzenz Dressler (1918–2002) - Traude Dressler (1922–2003) - Johann Nepomuk Geller (1860–1954) - Karl Götz (1873–1956) - Johann Gröll (1908–1979) - Josef Hauptmann (1852–1938) - Gottfried Hofmann (1894–1985) - Franz Kampas (1889–1950) - Liesl Kinzel (1886–1961) - Otto Luhde (1874–1957) - Walter Prinzl (1891–1937) - Hans Ranzoni der Ältere (1868–1956) | - Rupert Schweiger (1922–1997) - Hermann Steininger (1915–2000) - Gustav Steinschorn (1895–1969) - Siegfried Stoitzner (1892–1976) - Emil Strecker (1841–1925) - Maximilian Suppantschitsch (1865–1953) - Franz Traunfellner (1913–1986) - Karl Vikas (1875–1934) - Anna Weber-Tischler (1881–1955) - Rudolf Weber (1872–1949) - Franz Zelezny (1866–1932) - Eduard Zetsche (1844–1927) |

## Ausstellung von Gästen
Es wurden unter anderem folgende Künstler eingeladen, ihre Werke auszustellen:
| - Ferdinand Andri (1871–1956) - Charlotte Hampel (1863–1945) - Franz Bilko (1894–1968) - Wilhelm Frass (1886–1968) - Ernst Graner (1865–1943) - Anton Hlavaček (1842–1926) | - Hugo Kirsch (1880–1948) - Wilhelm Legler (1875–1951) - Berthold Löffler (1874–1960) - Ernst Nepo (1895–1971) - Othmar Ruzicka (1877–1962) - Ernst Stöhr (1860–1917) |

## Ausstellungen
Die erste Ausstellung fand zu Weihnachten 1919 in Krems statt, bis 1939 folgten insgesamt 40 Ausstellungen.
Abgesehen von regelmäßigen Ausstellungen in Krems präsentierte sich der Künstlerbund auch in Sankt Pölten (1921, 1923, 1926), Wiener Neustadt (1924) und Wien (1921, 1927). Seit 1925 fanden alljährlich in den Sommermonaten, Ausstellungen im Westtrakt des Stiftes Dürnstein statt.

## Vereinsgeschichte
Das erste Vereinslokal befand sich im Elektrizitätswerk (Kaiser-Franz-Josefs-Ring 15). Von 1926 bis 1936 war der Verein in den Räumen des Bürgerspitals in der Oberen Landstraße beheimatet.
Im Jahr 1960 erhielt der Künstlerbund einen Ausstellungspavillon im Kremser Stadtpark (Entwurf: Rupert Schweiger).
Trotz aller Bemühungen war die große Zeit der Wachaumalerei vorbei. Der Wachauer Künstlerbund löste sich am 15. Januar 1978 auf, der Pavillon dient heute einer Galerie.